# Metalec Skopje
Metalec Skopje (maced. Фудбалски клуб Металец) – północnomacedoński klub piłkarski, mający siedzibę w stolicy kraju Skopje.

## Historia
Chronologia nazw: 
- 1921: SSK Skopje (mac. ССК Скопjе - Скопски спортски клуб Скопjе)
- 1945: FK Metalec (mac. ФК Металец)
- 1960: klub rozwiązano

Klub Sportowy SSK został założony w 1921 roku. Najpierw zespół rozgrywał spotkania towarzyskie, a w 1928 startował w pierwszych rozgrywkach Podokręgu Skopje. W sezonie 1930 SSK Skopje razem z Jug Skopje i Sparta Skopje zakończyły sezon z taką samą liczbą punktów i zgodnie z regułami rozgrywek mistrzem powinien był zostać klub z najlepszą różnicą bramkową. Jednak ze względu na nieprawidłowości w jesiennej części sezonu, Związek Piłkarski w Skopju nie był w stanie ogłosić zwycięzcy, dlatego nie wysłał przedstawiciela do eliminacji krajowych mistrzostw Jugosławii. W 1931 mistrzostwa nie były prowadzone, a w 1932, 1933 i 1934 SSK Skopje zdobył tytuł mistrzowski Podokręgu Skopje (czyli Macedonii). W 1940 i 1941 ponownie wygrywał mistrzostwo Macedonii.
W 1940 roku SSK Skopje jako mistrz Podokręgu Skopje startował w kwalifikacjach do Mistrzostw Jugosławii. Grał w grupie 2. Został zwolniony w pierwszej rundzie, a w drugiej wyeliminował Borac Petrograd (6:0, 0:2), a następnie w trzeciej rundzie został pokonany przez FK Vojvodinę (2:2, 1:4), jednakże ze względu na restrukturyzację ligi i utworzenie dwóch oddzielnych lig - Serbskiej i Chorwato-Słoweńskiej, klub otrzymał szansę zagrać w kwalifikacjach do Serbskiej Ligi, jednak nie zakwalifikował się, ponieważ w pierwszej rundzie przegrał z Balšić Podgorica (1:2, 0:1).
W 1941 roku SSK Skopje znów wygrało eliminację w Podokręgu Skopje i startował w kwalifikacjach do Ligi Serbskiej w sezonie 1940/41. Po wygranej w pierwszej rundzie z Železničarem Nisz (2:1), w drugiej rundzie klub uzyskał imponujący wynik z Jedinstvem Čačak (9:3, 1:1), jednak zaskakująco przegrał z Jugoslavija Jabuka (2:4, 2:4).
Po zakończeniu II wojny światowej klub startował pod nazwą FK Metalec w rozgrywkach Macedońskiej republikańskiej ligi. W 1955 roku FK Metalec wygrał swój ostatni tytuł mistrzowski. W 1960 roku odbyła się fuzja z FK Industrijalec, w wyniku czego powstał FK MIK (Metalska Industrija Kale), który później zmienił nazwę na FK Skopje.

## Sukcesy

### Trofea krajowe
| \| \| Zdobyte trofea w rozgrywkach Macedonii Północnej (stan na: 31-05-2017) \| |                                                                        |      |                                                     |
| Rozgrywki                                                                       | Osiągnięcie                                                            | Razy | Sezon(y)                                            |
| Mistrzostwo                                                                     | I miejsce                                                              | 7    | 1930 (współdz.), 1932, 1933, 1934, 1940, 1941, 1955 |
| Mistrzostwo                                                                     | II miejsce                                                             | 0    |                                                     |
| Mistrzostwo                                                                     | III miejsce                                                            | 0    |                                                     |
| Puchar                                                                          | zdobywca                                                               | 0    |                                                     |
| Puchar                                                                          | finalista                                                              | 0    |                                                     |
| Macedonia Północna                                                              | Zdobyte trofea w rozgrywkach Macedonii Północnej (stan na: 31-05-2017) |      |                                                     |

## Stadion
Klub rozgrywał swoje mecze domowe na stadionie w Skopju.